# تناميات
التِناميات فصيلة من الطيور تضم 47 نوعا تعيش في أمريكا الجنوبية والوسطى، وهي قريبة جدا من رتبة النعاميات، وهي من الحيوانات البرية، وتوجد في مواطن مختلفة.

## الأنواع
هناك 47 نوعا من التناميات، هذه بعضها:
- التنام أبيض الحنجرة، Tinamus guttatus
- التنام الرمادي، Tinamus tao
- التنام المنعزل، Tinamus solitarius
- التنام الأسود، Tinamus osgoodi
- التنام العظيم، Tinamus major
- تنام الأراضي المرتفعة، Nothocercus bonapartei
- التنام أصفر الصدر، Nothocercus julius
- التنام الصغير، Crypturellus soui
- التنام البني، Crypturellus obsoletus
- التنام البرازيلي، Crypturellus strigulosus
- التنام أحمر الجناح، Rhynchotus rufescens
- تنام الأنديز، Nothoprocta pentlandii
- التنام معكوف المنقار، Nothoprocta curvirostris
- التنام القزم، Taoniscus nanus

## الوصف
التناميات طيور نحيلة، رأسها صغير، ومناقيرها قصيرة وضعيفة وتكون منحنية باتجاه الأسفل، أصغر أنواع التناميات هو التنام القزم (Dwarf Tinamou)، الذي يبلغ وزنه 43 غراما وطوله 20 سنتمترا، أما أكبرها فهو التنام الرمادي (Gray Tinamou)، الذي يبلغ وزنه 2.3 كيلوغرام وطوله 53 سنتمترا، ويملك التنام أجنحة صغيرة جدا، ولكنه على عكس النعاميات يستطيع الطيران ولو قليلا، وهو يملك ثلاثة أصابع أقدام لجهة للأمام، وأصبع رابع لجهة الخلف يكون أكثر ارتفاعا، أما ذيل التنام فقصير وأحيانا مخفي، ولبعض التناميات عرف على رأسها، ولا يختلف الريش غالبا عند الجنسين، إلا أن بعض الأنواع يكون فيها ريش الإناث أفتح.

## الغذاء
تتغذى التناميات عادة على الفاكهة الصغيرة والحبوب من الأرض أو من الشجر القريب من الأرض، ويمكن أن تقفز لارتفاع 10 سنتمترات لتصل لغذائها، كما تأكل التناميات البراعم والزهور والأوراق الرقيقة والجذور، كما تأكل الحشرات ويرقاتها والديدان والرخويات، وهي تأكل الحيوانات الصغيرة دفعة واحدة، أما الكبيرة فإنها تأكلها على دفعات.

## صور متنوعة

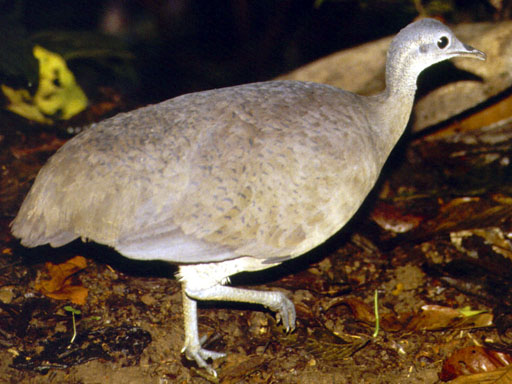
التنام العظيم
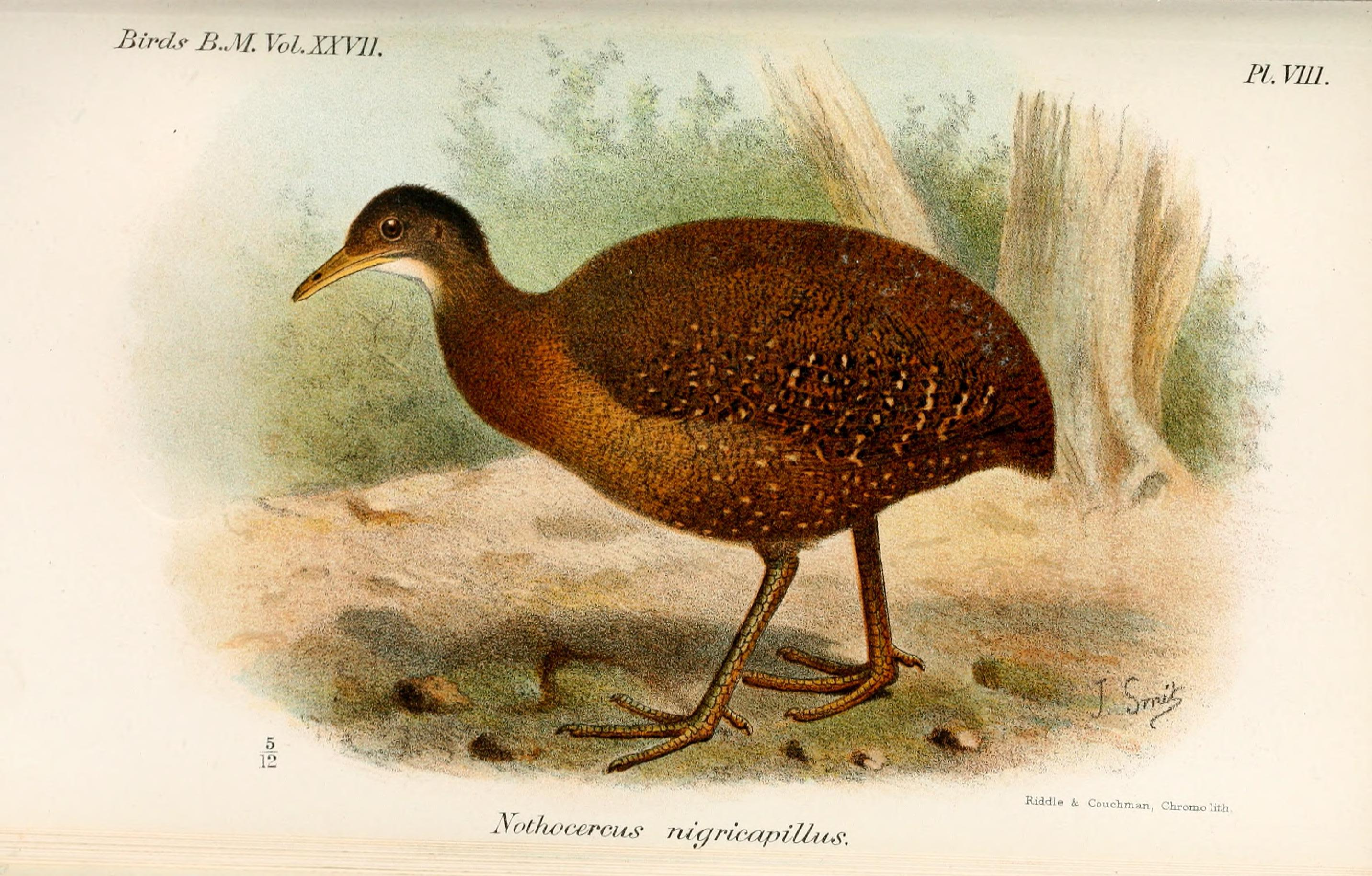
التنام المُقلنس
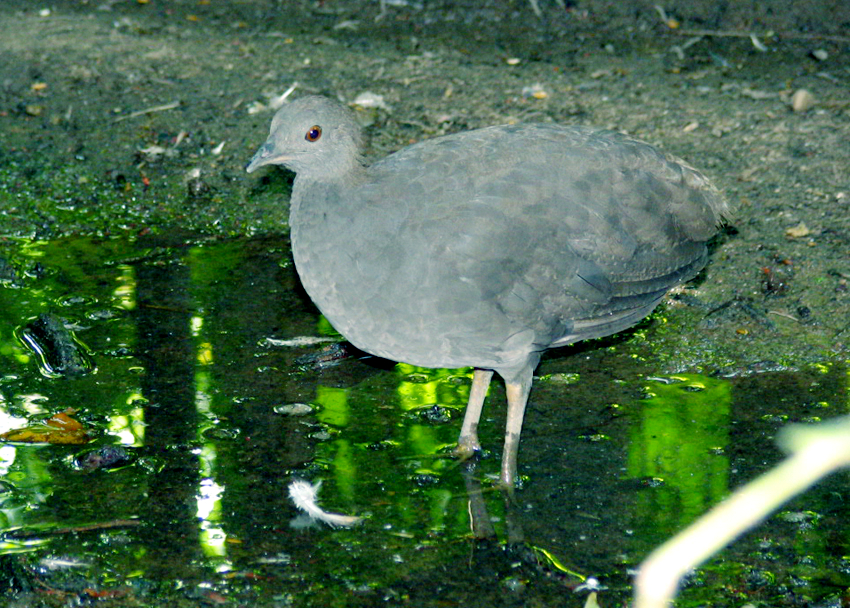
تنام ال(Cinereous)
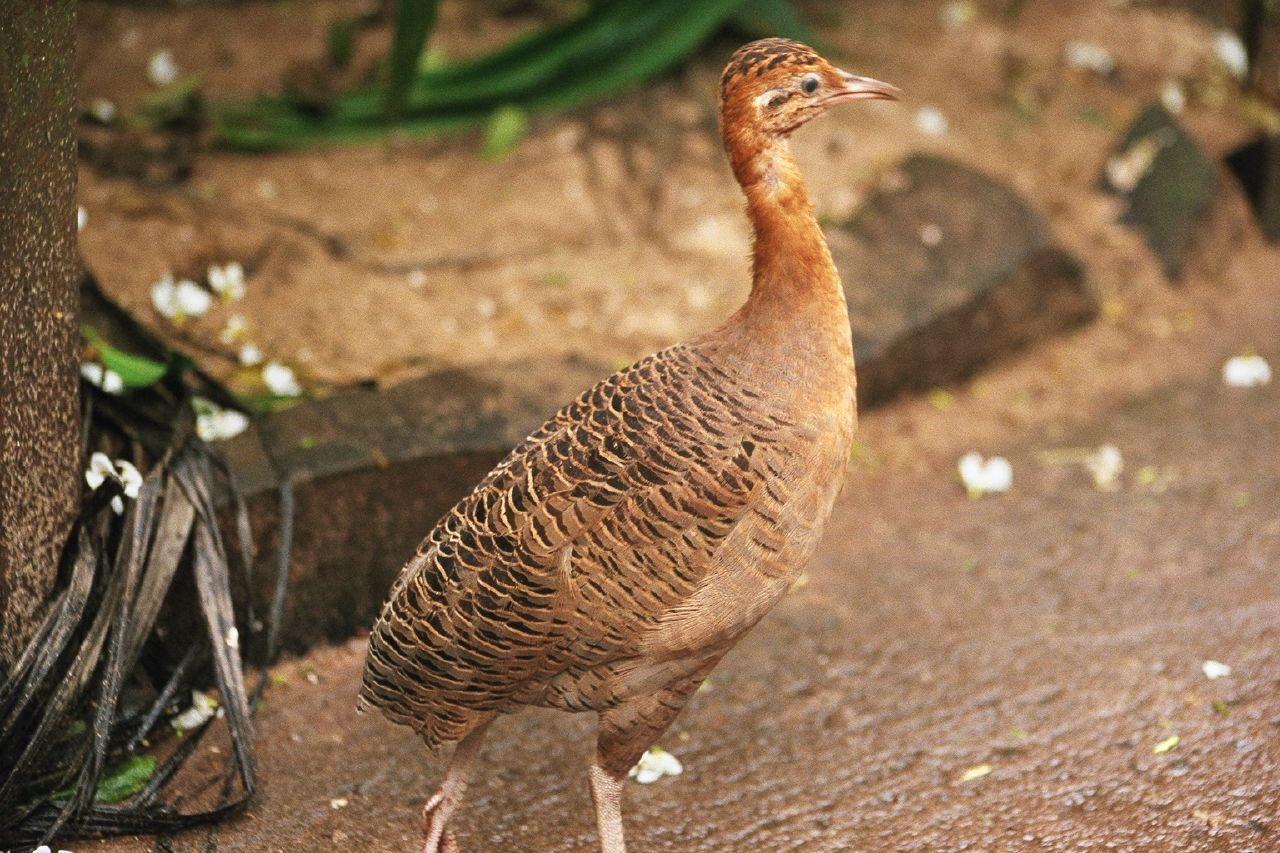
التنام أحمر الجناح
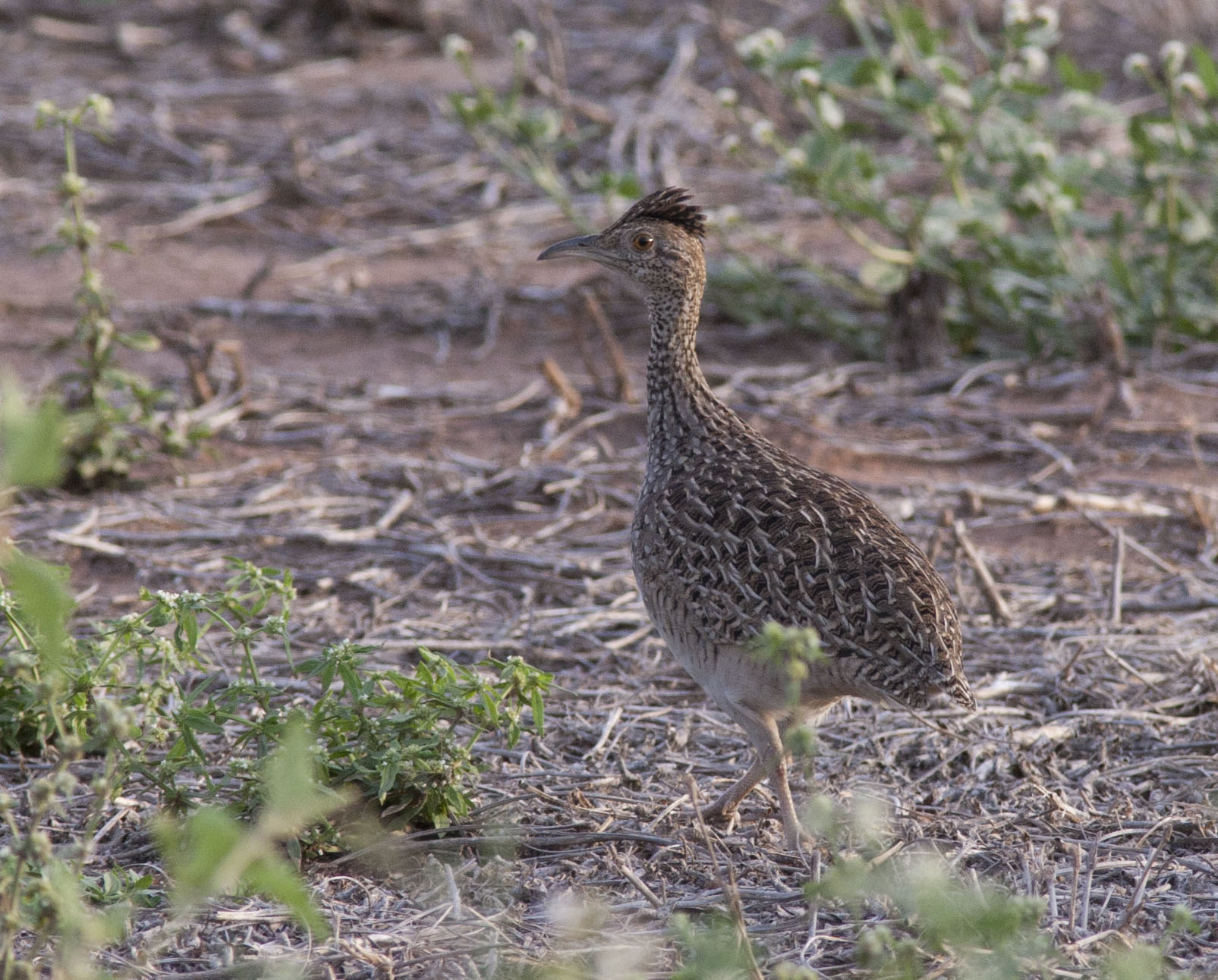
Brushland Tinamou
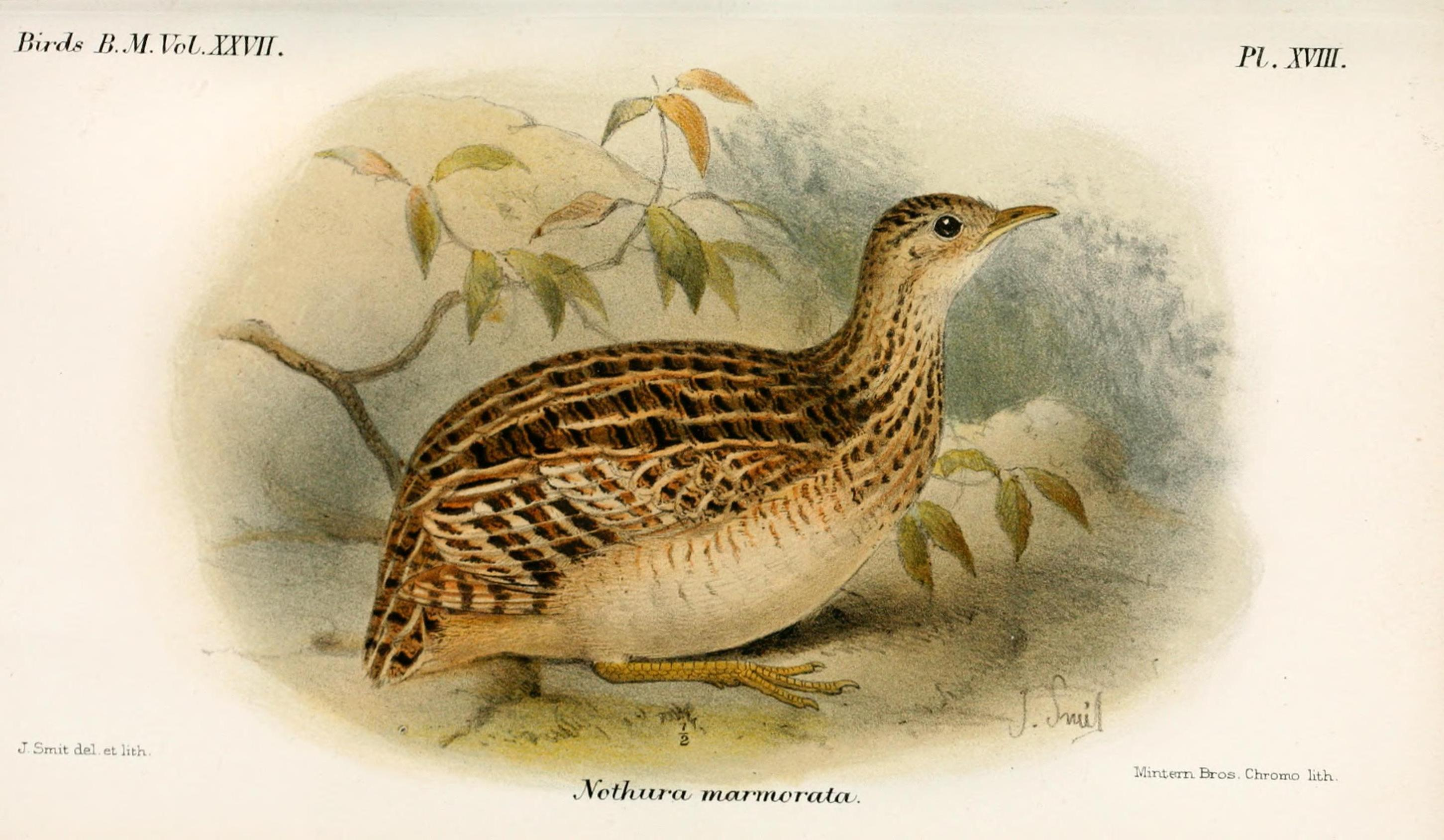
White-bellied Nothura
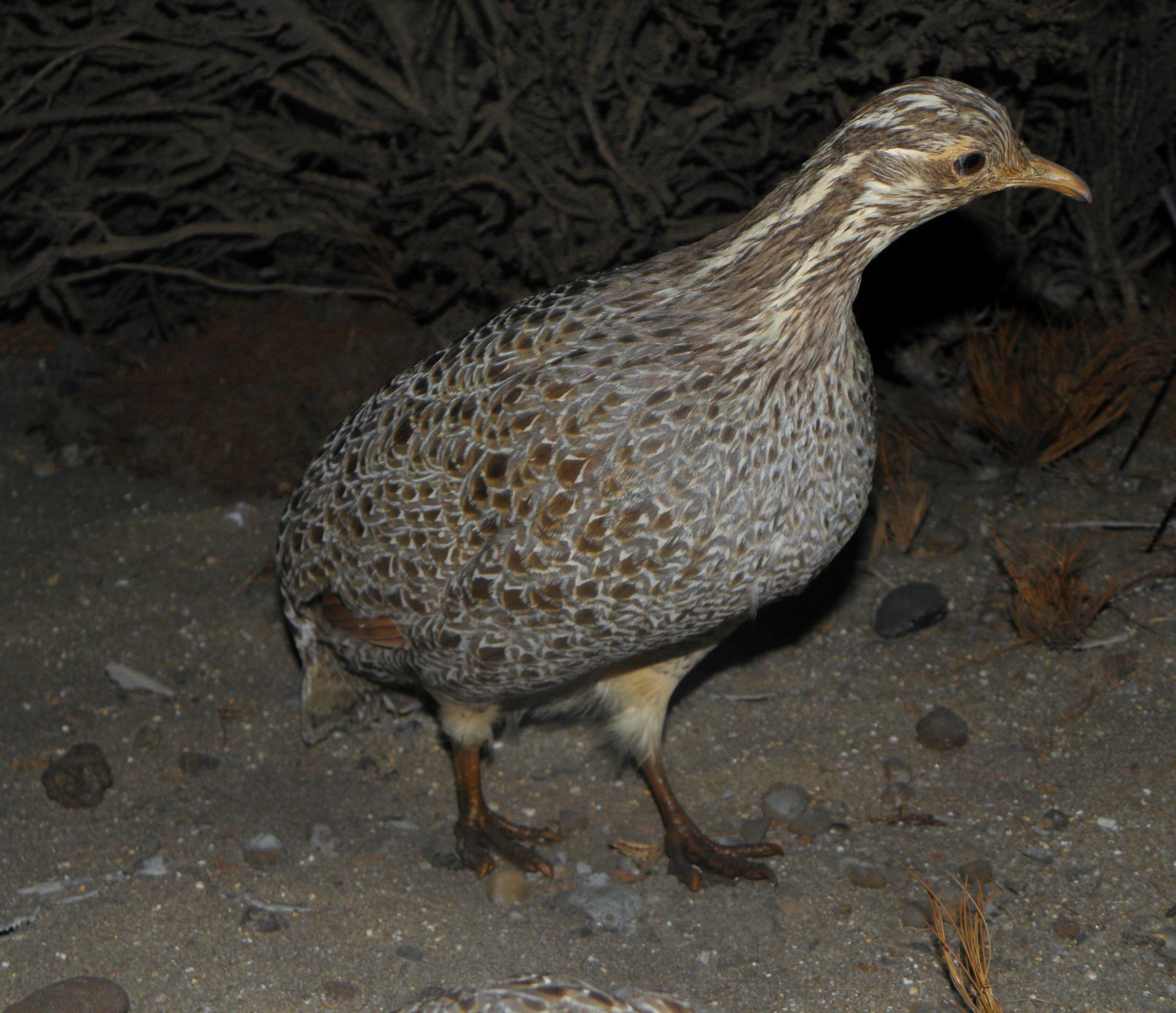
تنام بطغونيا